# Maison de Julia Félix
Pour les articles homonymes, voir Félix.

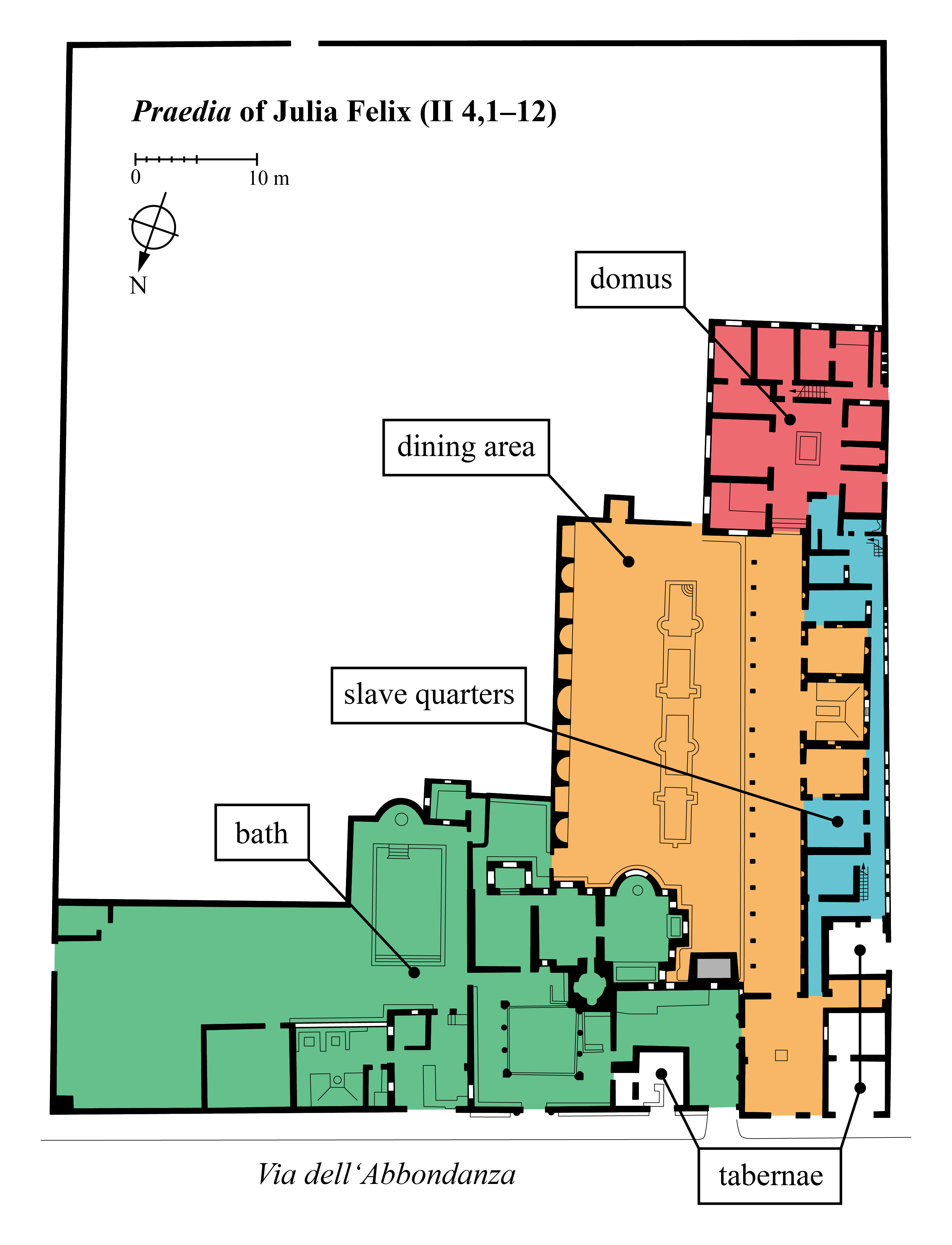
Domaines fonctionnels dans la propriété de Julia Felix.

La maison de Julia Félix,, ou praedia de Julia Félix (le mot latin praedia désigne un domaine ou un terrain), est une grande propriété romaine située sur la via dell'Abbondanza, à Pompéi,. C'était la résidence de Julia Félix, qui en a converti des parties en appartements disponibles à la location et d'autres parties à usage public après le tremblement de terre majeur de 62, un précurseur (en) de l'éruption du Vésuve de 79 qui a détruit la ville.
Les fouilles archéologiques ont commencé en 1755 et les vestiges de la maison peuvent être visités aujourd'hui.

## Contexte
La propriété de Julia Félix occupait une insula entière dans la plus forte extension de sa propriété et de son entreprise. Après le tremblement de terre de 62 apr. J.-C., elle l'a converti en bains luxueux et en jardins de loisirs à usage public, ainsi qu'en appartements à louer.
Les chercheurs ne sont pas d'accord sur l'origine de Julia Félix et sur la manière dont elle a hérité de l'argent nécessaire pour créer une villa ; certains croient que Julia Félix était une « fille illégitime de Spurius, de basse naissance », d'autres croient qu'elle descendait des affranchis impériaux. La location de sa villa l'a imposée comme propriétaire, femme d'affaires et personnalité publique à Pompéi. Du vivant de Julia Félix, des lois ont été mises en œuvre pour empêcher les femmes de posséder des biens sans tuteur masculin. Certaines femmes romaines pouvaient posséder des terres et d'autres types de biens si elles étaient indépendantes de leur père, de leur mari ou de leur tuteur. Si des tuteurs légaux étaient nécessaires, ils devraient approuver les actions impliquant le transfert des biens des femmes. Les femmes de l'élite ont pu contourner le besoin d'un tuteur pour la propriété et le transfert de propriété.

## Architecture

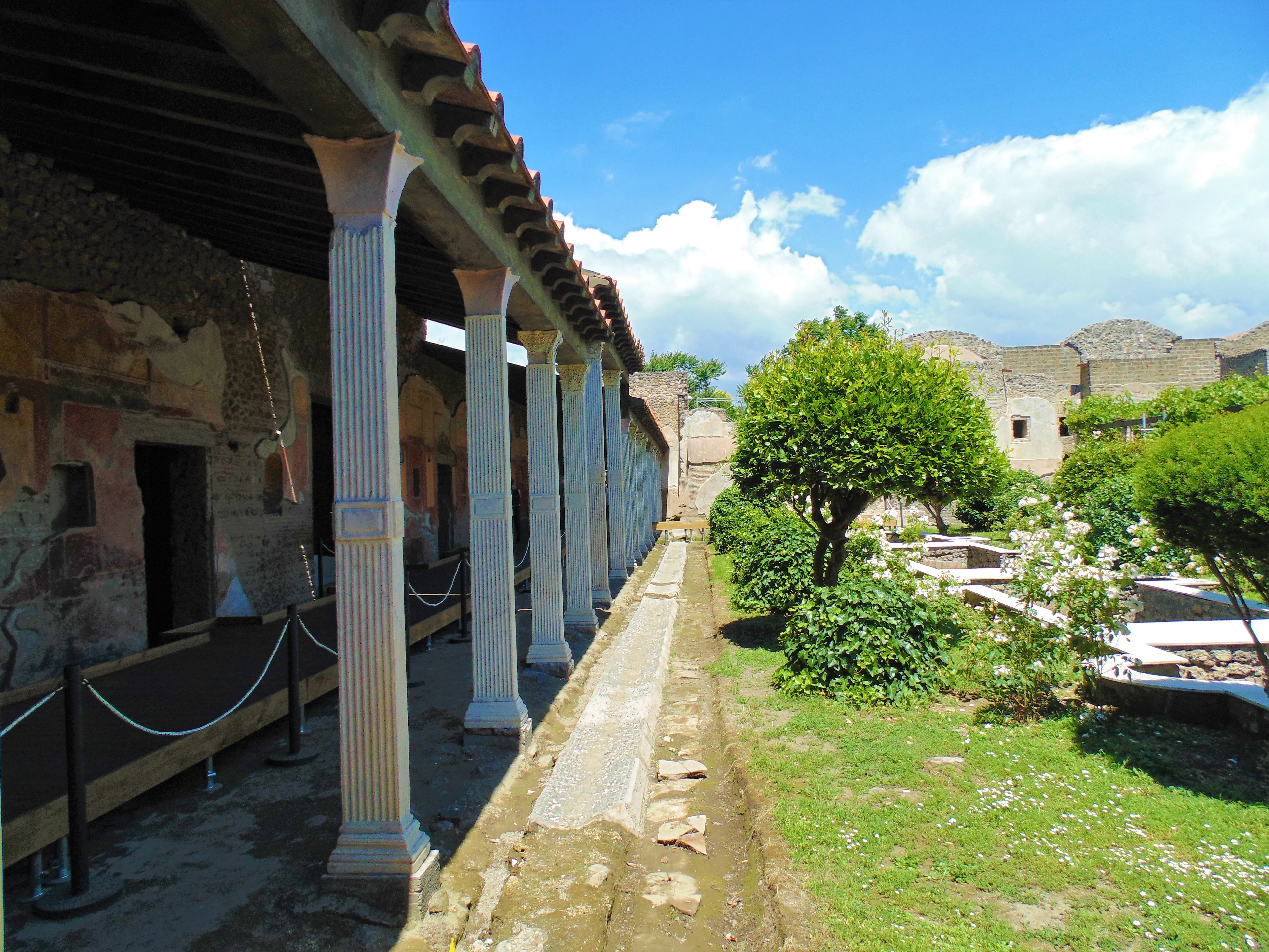
Portique et jardin.

La maison de Julia Félix était une combinaison d'espaces intérieurs et extérieurs construits autour d'atriums, de cours dans lesquelles s'ouvraient les pièces principales, avec des jardins clos et une alimentation en eau privée. Les sections du praedia ont permis des sièges intérieurs et extérieurs avec des fresques représentant des paysages de loisirs et de jardins.
La somptuosité de l'architecture et la qualité de la décoration indiquent que les praedia étaient destinés à des clients plus riches et de plus haut statut.

## À l'intérieur de la villa

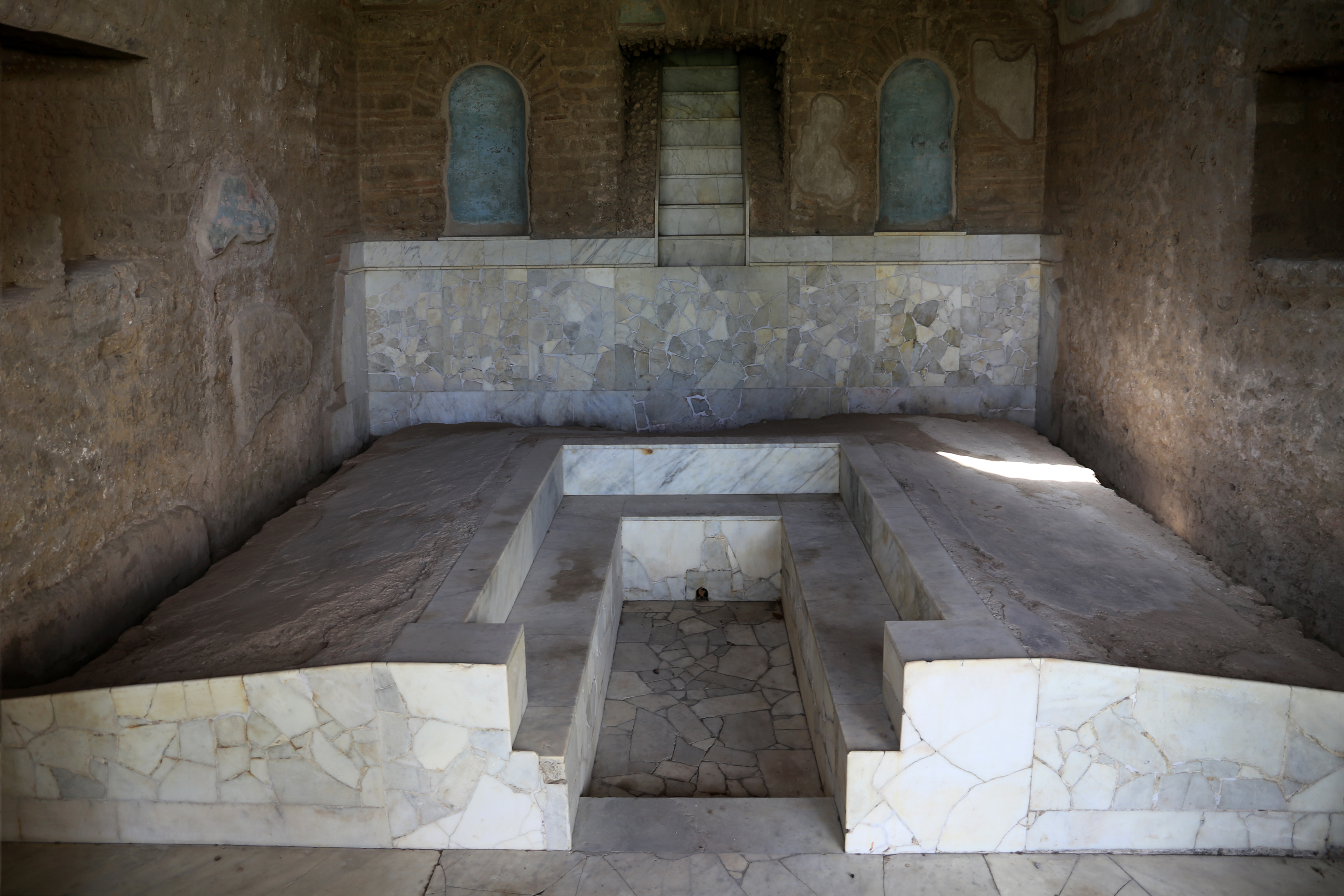
Triclinium avec cascade.

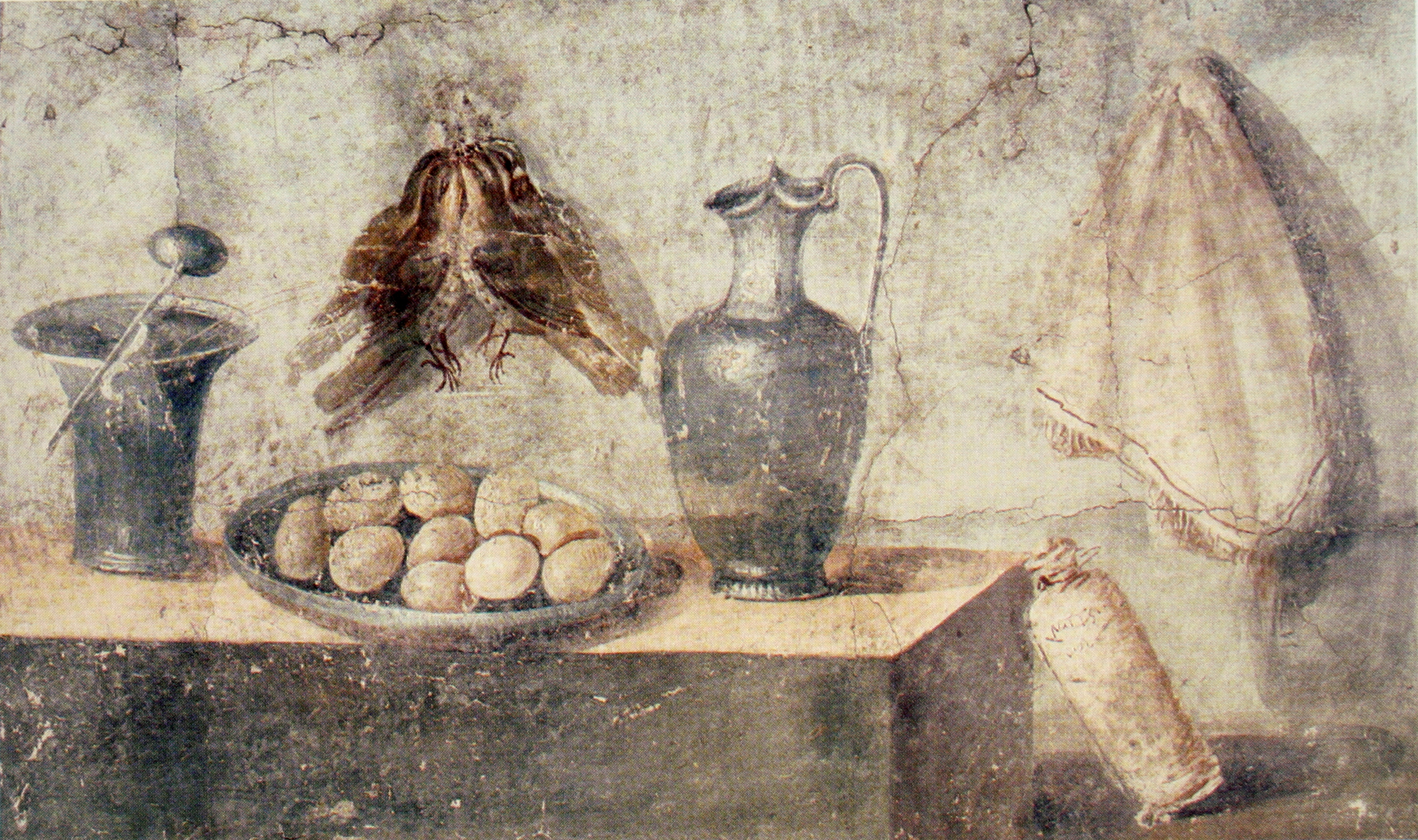
Nature morte aux œufs et au gibier, une peinture murale de la maison de Julia Félix.

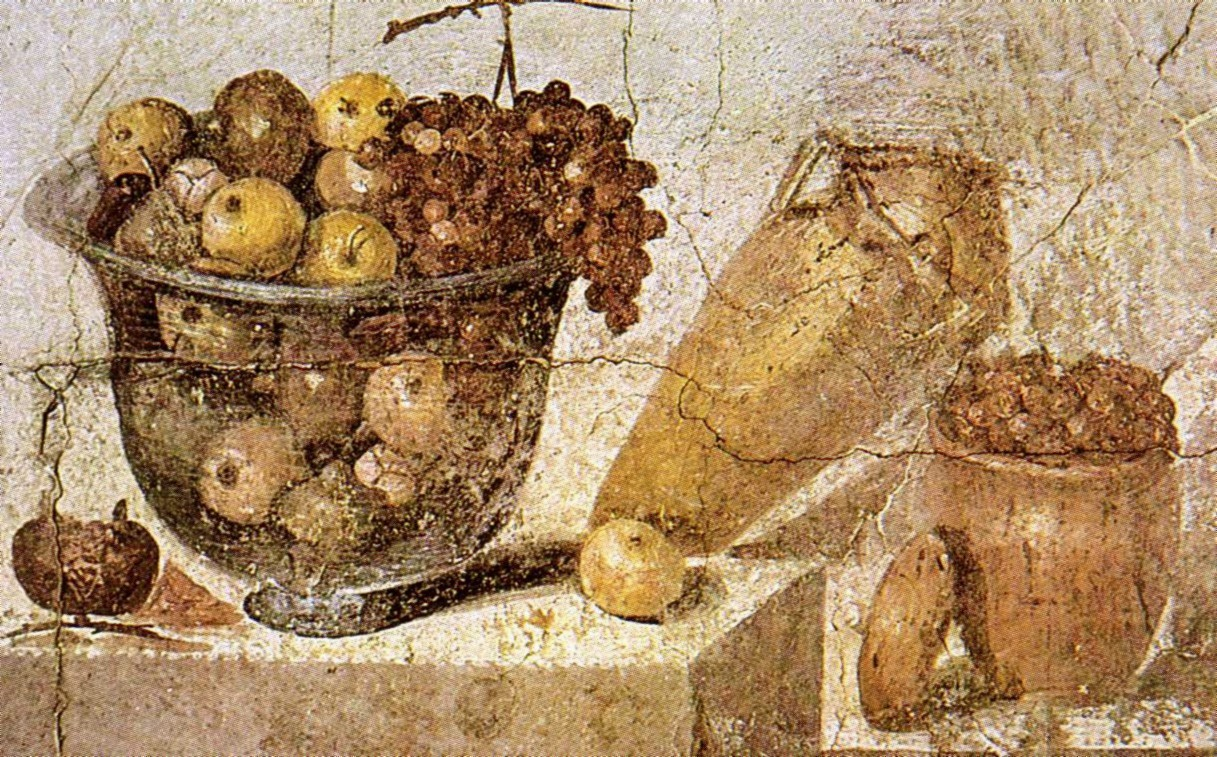
Nature morte avec bol de fruits et vases en verre.

Les murs sont encore presque entièrement couverts de fresques. Le tablinum face au grand jardin à l'est devait être spectaculaire avec ses peintures particulièrement fines, des fresques de quatrième style composés de dados peints de plantes vertes sur fond noir, une zone centrale de panneaux rouges et jaunes avec des villas, des sanctuaires et des figurines volants avec un ensemble d'Apollon et des Muses et une autre avec une frise de panneaux de natures mortes.
Les fresques de la maison de Julia Félix représentaient souvent des petits marchands et les modes de vie des citoyens pompéiens de tous les jours.
Le triclinium d'été et les bains étaient certains des aspects les plus extravagants de la maison utilisée par les locataires. La salle à manger était élégante et accueillante et ressemblait à celles des citoyens les plus riches de Pompéi qui possédaient des villas à la campagne et sur la côte et donnaient sur les jardins qui incorporaient de petites piscines et des cascades.
Les bains entièrement équipés et élégants étaient destinés uniquement aux citoyens respectables de Pompéi. Ils doivent avoir été bien utilisés, car la plupart des bains publics de Pompéi ont été fermés pour réparation après les dommages causés par le tremblement de terre de 62 apr. J.-C.
Dans le grand jardin à l'arrière, les arbres fruitiers étaient enfermés dans de grandes places formées par de basses clôtures en bois.

## Les fouilles
La première fouille connue a eu lieu en 1755 sous la direction de Roque Joaquín de Alcubierre et de son assistant Karl Jakob Weber et était essentiellement une chasse au trésor, axée sur la récupération d'objets de valeur et de peintures pour la collection de la famille royale des Bourbon à Portici. Le bâtiment a ensuite été réenterré. Heureusement, Weber a dessiné un plan du bâtiment, marquant les endroits où des objets ou des peintures avaient été enlevés, ce qui est apprécié aujourd'hui pour reconstituer les détails de la décoration. Certaines parties de la villa révélées lors de la première fouille étaient une taberna, des bains luxueux et des salles à manger de jardin richement décorées.
Une autre fouille en 1912–1935 a mis au jour un sanctuaire et la façade du bâtiment sur la Via dell'Abbondanza. Entre 1998 et 1999, certaines des découvertes les plus importantes ont été faites ; un nymphée ou une grotte de nymphes avec une fontaine en escalier d'eau et un triclinium sont une modification postérieure au tremblement de terre de 62 apr. J.-C.